# Neo Masisi
 (septembre 2024).
Neo Jane Masisi également connue sous le nom de Mma Atsile est la première dame du Botswana, l'épouse du président Mokgweetsi Masisi.

## Biographie
Neo Jane Masisi est née en 1962 à Francistown, l'aînée des six enfants de Baruki et Irene Maswabi. Ses deux parents étaient diplômés universitaires. Elle a grandi et est allée à l'école à Gaborone, où ses parents travaillaient.
Elle a épousé Mokgweetsi Masisi en 2002 ; ils ont une fille nommée Atsile.

## Carrière
Masisi est comptable. Elle a suivi une formation au Centre de formation comptable de la Debswana Diamond Company où elle a obtenu son adhésion au Chartered Institute of Management Accountants. De 2001 à 2004, elle a poursuivi ses études à l'Université De Montfort en Angleterre, où elle a obtenu un MBA. La Première Dame Neo Masisi a été nommée en 2019 Fellow Chartered Management Accountant par le président de la CIMA, M. Steven Swientozielskyj, à Gaborone. En 2004, elle a rejoint les Nations Unies, travaillant d'abord au siège de l'ONU à New York, puis à la Commission économique des Nations Unies pour l'Afrique à Addis-Abeba. Elle a également travaillé pour l'ONU en République centrafricaine.
En 2017, Masisi se retourne à New York pour travailler sur Umoja, un système de planification des ressources d'entreprise qui sera utilisé par les entités des Nations Unies dans le monde entier.
Elle a quitté l’ONU en 2018 lorsque son mari est devenu président du Botswana. 
Son rôle de première dame est en grande partie cérémoniel. En tant que première dame, Masisi s’est concentrée sur les questions qui touchent les enfants et les adolescents, ainsi que sur l’autonomisation des femmes. En 2018, elle a lancé Eseng Mo Ngwaneng, une campagne de l'UNICEF contre l'exploitation et les abus sexuels,.